# Championnat de Bolivie de football 1978
Navigation
Saison précédente Saison suivante
La saison 1978 du Championnat de Bolivie de football est la quatrième édition du championnat de première division en Bolivie. Les seize meilleures formations du pays disputent le championnat, organisé en quatre phases :
- la première phase voit les seize équipes réparties en deux poules, où les clubs rencontrent deux fois leurs adversaires, à domicile et à l'extérieur. Les cinq premiers de chaque poule accèdent à la deuxième phase.
- lors de la deuxième phase, les dix clubs sont à nouveau répartis en deux poules, où les clubs rencontrent deux fois leurs adversaires, à domicile et à l'extérieur. Les deux premiers de chaque poule accèdent à la troisième phase.
- la troisième phase prend la forme d'une poule unique où les quatre qualifiés se rencontrent deux fois. Les deux premiers se qualifient pour la finale nationale.
- la quatrième phase correspond à la finale nationale disputée sur un seul match entre les deux clubs issus de la troisième phase.

En fin de saison, la moins bonne équipe de première phase est reléguée en Primera B, afin de faire passer le championnat de 16 à 14 clubs en deux saisons.
C'est le club de Bolivar La Paz qui remporte la compétition après avoir battu en finale Jorge Wilstermann Cochabamba. C'est le tout premier titre de champion de l'histoire du club. 

## Qualifications continentales
Le vainqueur du championnat et le finaliste se qualifient pour la phase de groupes de la Copa Libertadores 1979.

## Les clubs participants
| - Jorge Wilstermann Cochabamba - Deportivo Municipal La Paz - Aurora Cochabamba - San José Oruro - Oriente Petrolero - Bolivar La Paz - Real Santa Cruz - Independiente Unificada Potosi | - Club Always Ready - Club Deportivo Guabirá - Club Blooming - 20 de Agosto Beni - The Strongest La Paz - Petrolero Cochabamba - Stormers Sucre - Bata Cochabamba |

## Compétition
Le barème utilisé pour établir l'ensemble des classements est le suivant :
- Victoire : 2 points
- Match nul : 1 point
- Défaite : 0 point

### Première phase
| Rang | Équipe                 | Pts | J  | G | N | P  | Bp | Bc | Diff |
| ---- | ---------------------- | --- | -- | - | - | -- | -- | -- | ---- |
| 1    | San José Oruro         | 20  | 16 | 7 | 6 | 3  | 25 | 13 | +12  |
| 2    | Club Always Ready      | 20  | 16 | 7 | 6 | 3  | 27 | 23 | +4   |
| 3    | Oriente Petrolero      | 19  | 16 | 6 | 7 | 3  | 33 | 17 | +16  |
| 4    | The Strongest La PazT  | 19  | 16 | 7 | 5 | 4  | 28 | 21 | +7   |
| 5    | Petrolero Cochabamba   | 17  | 16 | 6 | 5 | 5  | 24 | 22 | +2   |
| 6    | Stormers Sucre         | 13  | 16 | 4 | 5 | 7  | 19 | 22 | -3   |
| 7    | Club Deportivo Guabirá | 12  | 16 | 3 | 6 | 7  | 20 | 36 | -16  |
| 8    | Aurora Cochabamba      | 9   | 16 | 3 | 3 | 10 | 11 | 35 | -24  |

| Rang | Équipe                         | Pts | J  | G | N | P  | Bp | Bc | Diff |
| ---- | ------------------------------ | --- | -- | - | - | -- | -- | -- | ---- |
| 1    | Bolivar La Paz                 | 21  | 16 | 9 | 3 | 4  | 45 | 17 | +28  |
| 2    | Jorge Wilstermann Cochabamba   | 21  | 16 | 9 | 3 | 4  | 30 | 16 | +14  |
| 3    | Bata Cochabamba                | 18  | 16 | 7 | 4 | 5  | 34 | 23 | +11  |
| 4    | Club Blooming                  | 17  | 16 | 7 | 3 | 6  | 27 | 32 | -5   |
| 5    | Deportivo Municipal La Paz     | 16  | 16 | 5 | 6 | 5  | 29 | 23 | +6   |
| 6    | Independiente Unificada Potosi | 16  | 16 | 6 | 4 | 6  | 23 | 28 | -5   |
| 7    | Real Santa Cruz                | 14  | 16 | 5 | 4 | 7  | 28 | 29 | -1   |
| 8    | 20 de Agosto Beni              | 4   | 16 | 1 | 2 | 13 | 14 | 60 | -46  |

### Deuxième phase
- Les résultats obtenus lors de la première phase sont conservés.

| Rang | Équipe                | Pts | J  | G  | N | P  | Bp | Bc | Diff |
| ---- | --------------------- | --- | -- | -- | - | -- | -- | -- | ---- |
| 1    | Bolivar La Paz        | 33  | 24 | 15 | 3 | 6  | 72 | 31 | +41  |
| 2    | Club Always Ready     | 32  | 24 | 13 | 6 | 5  | 46 | 36 | +10  |
| 3    | Bata Cochabamba       | 25  | 24 | 10 | 5 | 9  | 48 | 40 | +8   |
| 4    | Petrolero Cochabamba  | 23  | 24 | 9  | 5 | 10 | 37 | 42 | -5   |
| 5    | The Strongest La PazT | 22  | 24 | 8  | 6 | 10 | 45 | 47 | -2   |

| Rang | Équipe                       | Pts | J  | G  | N | P  | Bp | Bc | Diff |
| ---- | ---------------------------- | --- | -- | -- | - | -- | -- | -- | ---- |
| 1    | Jorge Wilstermann Cochabamba | 33  | 24 | 14 | 5 | 5  | 47 | 23 | +24  |
| 2    | Oriente Petrolero            | 29  | 24 | 11 | 7 | 6  | 49 | 30 | +19  |
| 3    | San José Oruro               | 27  | 24 | 9  | 9 | 6  | 37 | 28 | +9   |
| 4    | Club Blooming                | 25  | 24 | 11 | 3 | 10 | 43 | 51 | -8   |
| 5    | Deportivo Municipal La Paz   | 20  | 24 | 6  | 8 | 10 | 38 | 41 | -3   |

### Troisième phase
| Rang | Équipe                       | Pts | J | G | N | P | Bp | Bc | Diff |
| ---- | ---------------------------- | --- | - | - | - | - | -- | -- | ---- |
| 1    | Bolivar La Paz               | 8   | 6 | 3 | 2 | 1 | 10 | 8  | +2   |
| 2    | Jorge Wilstermann Cochabamba | 8   | 6 | 4 | 0 | 2 | 14 | 13 | +1   |
| 3    | Oriente Petrolero            | 5   | 6 | 2 | 1 | 3 | 17 | 11 | +6   |
| 4    | Club Always Ready            | 3   | 6 | 1 | 1 | 4 | 11 | 20 | -9   |

|  | Qualification pour la finale nationale et la Copa Libertadores 1979 |

### Finale nationale
| Équipe 1       | Résultat | Équipe 2                     |
| -------------- | -------- | ---------------------------- |
| Bolivar La Paz | 1 - 0    | Jorge Wilstermann Cochabamba |

## Bilan de la saison
| Championnat de Bolivie de football 1978 |                              |
| Champion                                | Bolivar La Paz (1er titre)   |
| Qualifications continentales            |                              |
| Copa Libertadores 1979                  | Bolivar La Paz               |
| Copa Libertadores 1979                  | Jorge Wilstermann Cochabamba |
| Promotions et relégations               |                              |
| Promus en Primera División              | Aucun                        |
| Relégués en Segunda División            | 20 de Agosto Beni            |